# مهرگان فیلم
مهرگان فیلم یک شرکت فیلمسازی و لابراتوار ظهور و چاپ فیلم در تهران بود که در سال ۱۳۳۹ توسط رضا کریمی تأسیس شده و سپس نعمت‌الله رفیعی، احمد شیرازی، مجید محسنی، مهدی امیرقاسم‌خانی نیز به آن پیوستند. ساختمان این استودیو ابتدا در خیابان کبکانیان کنونی در بلوار کشاورز بود اما بعداً به دفتر جدیدی در خیابان ستارخان، خیابان پاتریس لومومبا منتقل شد. فیلم کی به کیه؟ اولین ساخته این شرکت فیلمسازی است.

## فیلم‌شناسی
- گدای اشراف‌زاده (۱۳۵۷)
- خاتون (۱۳۵۶)
- پاکباخته (۱۳۵۵)
- تنهایی (۱۳۵۵)
- کینه (۱۳۵۴)
- هدف (۱۳۵۴)
- گروگان (۱۳۵۳)
- مواظب کلات باش (۱۳۵۳)
- آقای جاهل (۱۳۵۲)
- در آخرین لحظه (۱۳۵۲)
- اعجوبه‌ها (۱۳۵۱)
- ظفر (۱۳۵۱)
- فاتح دل‌ها (۱۳۵۱)
- مردی در طوفان (۱۳۵۱)
- زندگی وارونه (۱۳۵۰)
- مردان خشن (۱۳۵۰)
- جدایی (۱۳۴۸)
- نعره طوفان (۱۳۴۸)
- زیر گنبد کبود (۱۳۴۶)
- قفس طلائی (۱۳۴۵)
- مرخصی اجباری (۱۳۴۴)
- چادرنشین‌ها (۱۳۴۱)
- زن دشمن خطرناکیست (۱۳۴۱)
- خروس بی‌محل (۱۳۴۰)
- کی به کیه؟ (۱۳۳۹)